# Леза-сюр-Лез
Леза́-сюр-Лез (фр. Lézat-sur-Lèze) — коммуна во Франции, находится в регионе Юг — Пиренеи. Департамент коммуны — Арьеж. Входит в состав кантона Ле-Фосса. Округ коммуны — Памье.
Код INSEE коммуны — 09167.

## Население
Население коммуны на 2008 год составляло 2282 человека.
| 1962 | 1968 | 1975 | 1982 | 1990 | 1999 | 2008 |
| ---- | ---- | ---- | ---- | ---- | ---- | ---- |
| 1612 | 1739 | 1861 | 1832 | 1964 | 2114 | 2282 |

## Экономика
В 2007 году среди 1289 человек в трудоспособном возрасте (15—64 лет) 958 были экономически активными, 331 — неактивными (показатель активности — 74,3 %, в 1999 году было 66,9 %). Из 958 активных работали 869 человек (478 мужчин и 391 женщина), безработных было 89 (30 мужчин и 59 женщин). Среди 331 неактивных 86 человек были учениками или студентами, 112 — пенсионерами, 133 были неактивными по другим причинам.

## Города-побратимы
- Атека (Испания)

## Фотогалерея

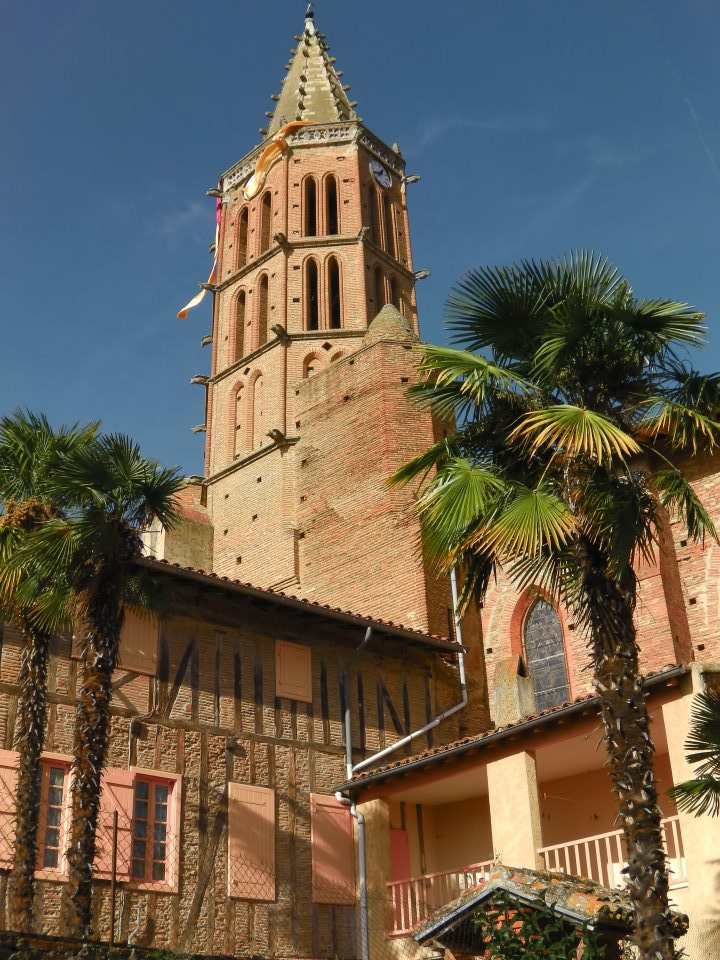
Церковь св. Иоанна Крестителя